# National Gallery of Canada

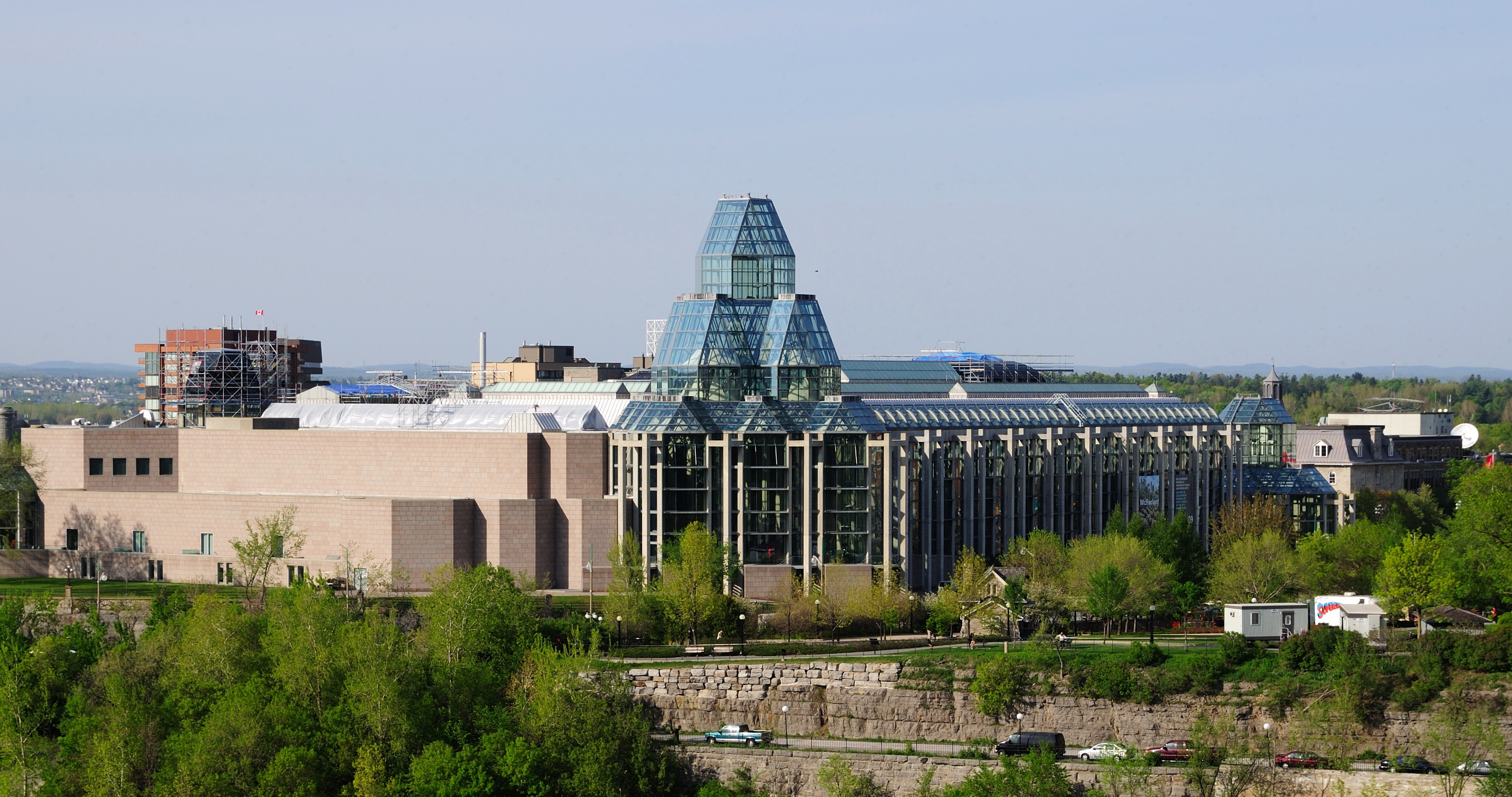
National Gallery of Canada

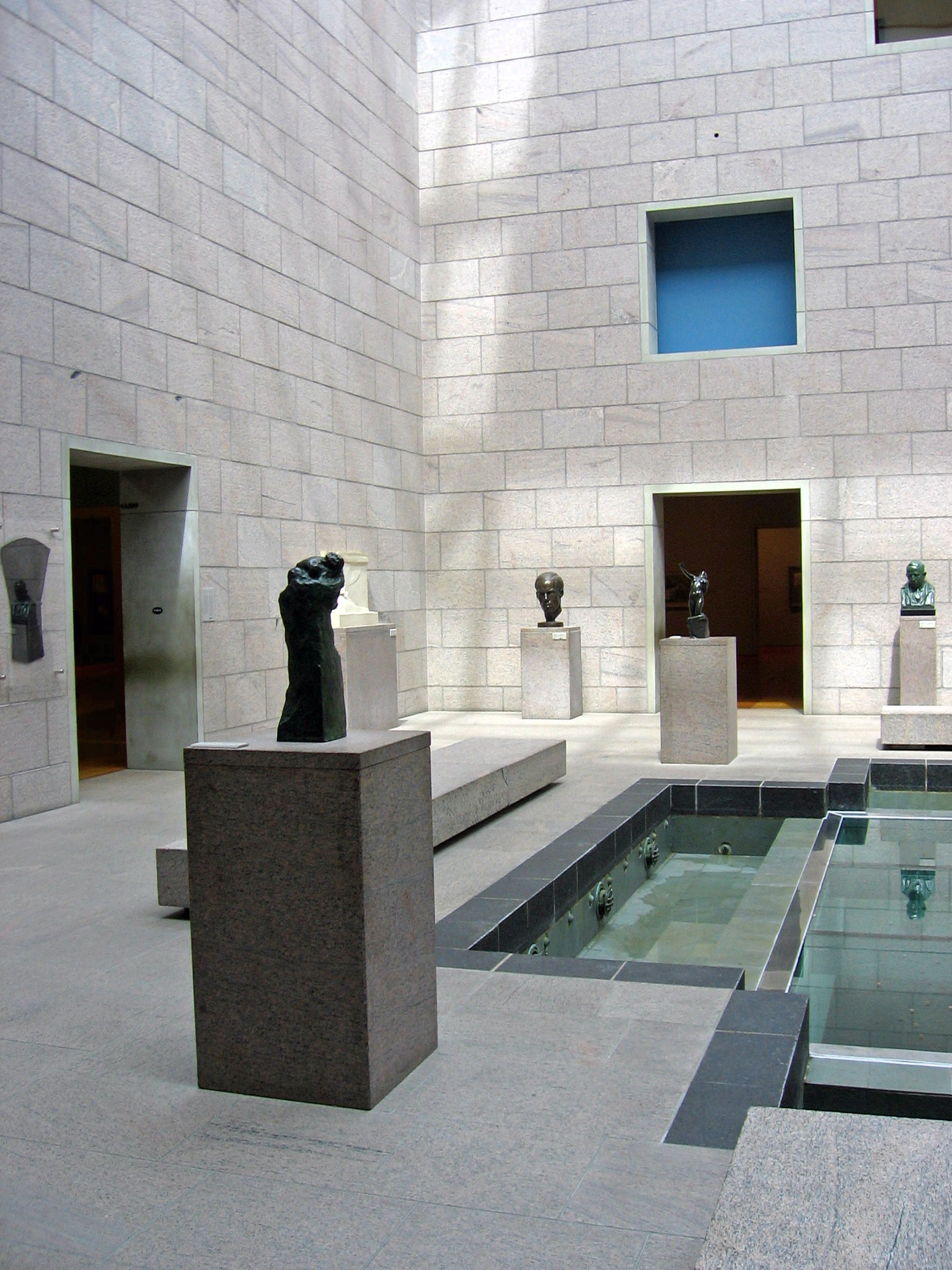
Innenhof

Die National Gallery of Canada (frz. Musée des beaux-arts du Canada) in Ottawa ist eines der führenden Kunstmuseen Kanadas.

## Geschichte
Die Gründung erfolgte 1880 von John Campbell, 9. Duke of Argyll. 1882 wurde sie im Supreme Court of Canada untergebracht. 1911 erfolgte der Umzug ins Victoria Memorial Museum, das heute das Canadian Museum of Nature beherbergt. 1913 wurden das Aufgabengebiet der National Gallery mit dem National Gallery Act gesetzlich festgeschrieben. 1962 erfolgte ein weiterer Umzug, diesmal in die Elgin Street, bevor 1988 die neuen Räume bezogen wurden. Das markante Bauwerk aus Glas und Granit wurde vom israelisch-kanadischen Architekten Mosche Safdie entworfen.
1985 wurde neben dem Château Laurier das The Canadian Museum of Contemporary Photography gegründet, das der National Gallery angegliedert ist.

## Sammlung
Die permanente Sammlung der National Gallery of Canada umfasst mehr als 96.000 Arbeiten (Stand April 2020) - Gemälde, Zeichnungen, Skulpturen und Fotografien. Die ersten Ankäufe waren Werke kanadischer Künstler und kanadische Kunst ist Sammlungsschwerpunkt geblieben, darunter Werke von Tom Thomson, Emily Carr, Alex Colville sowie Mitgliedern der Group of Seven. Daneben sind aber auch viele bekannte europäische und asiatische Künstler vertreten. Bemerkenswert ist die Sammlung zeitgenössischer Kunstwerke, die u. a. einige der bekanntesten Arbeiten von Andy Warhol enthält.

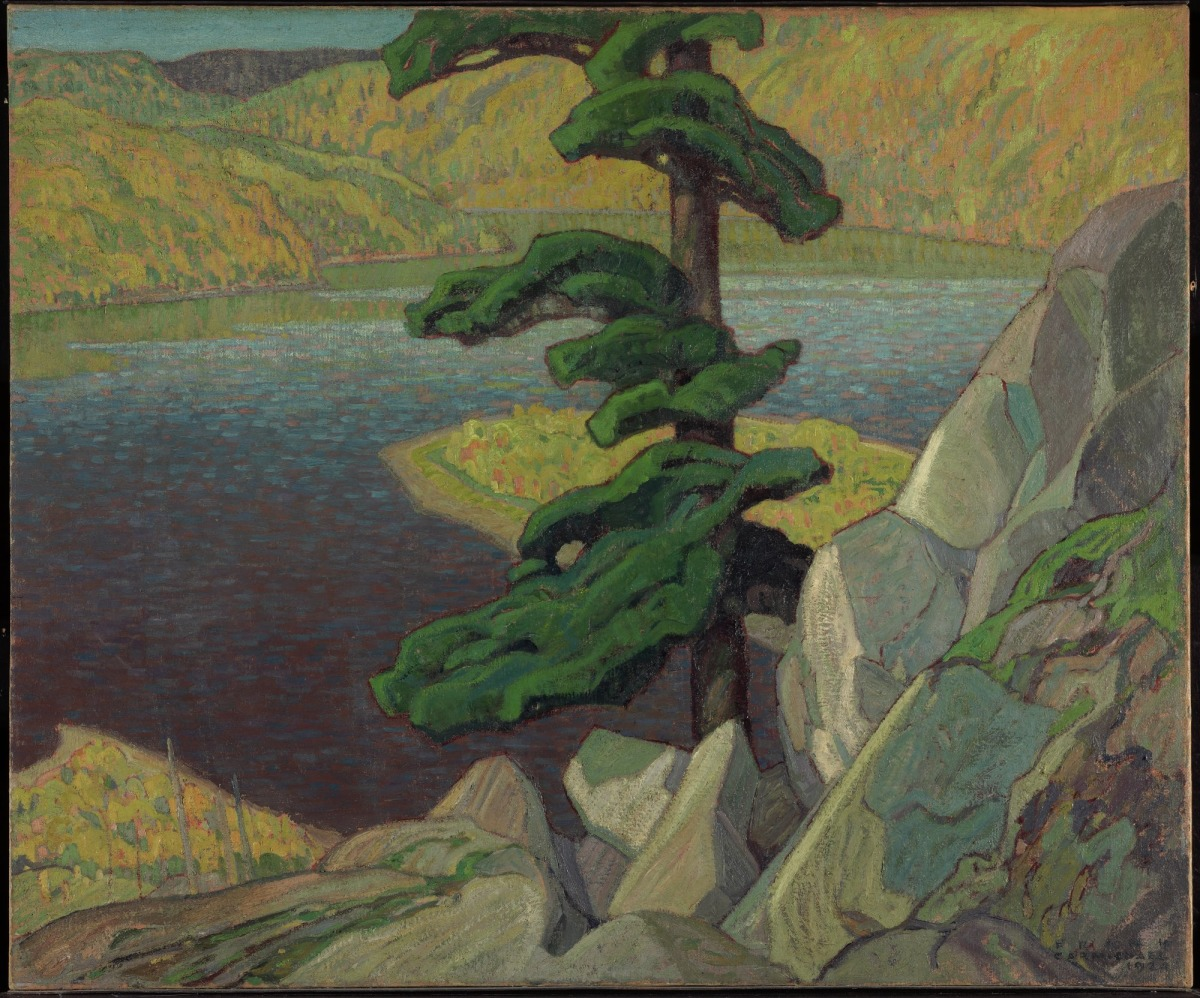
The Upper Ottawa, near Mattawa (1924) von Franklin Carmichael
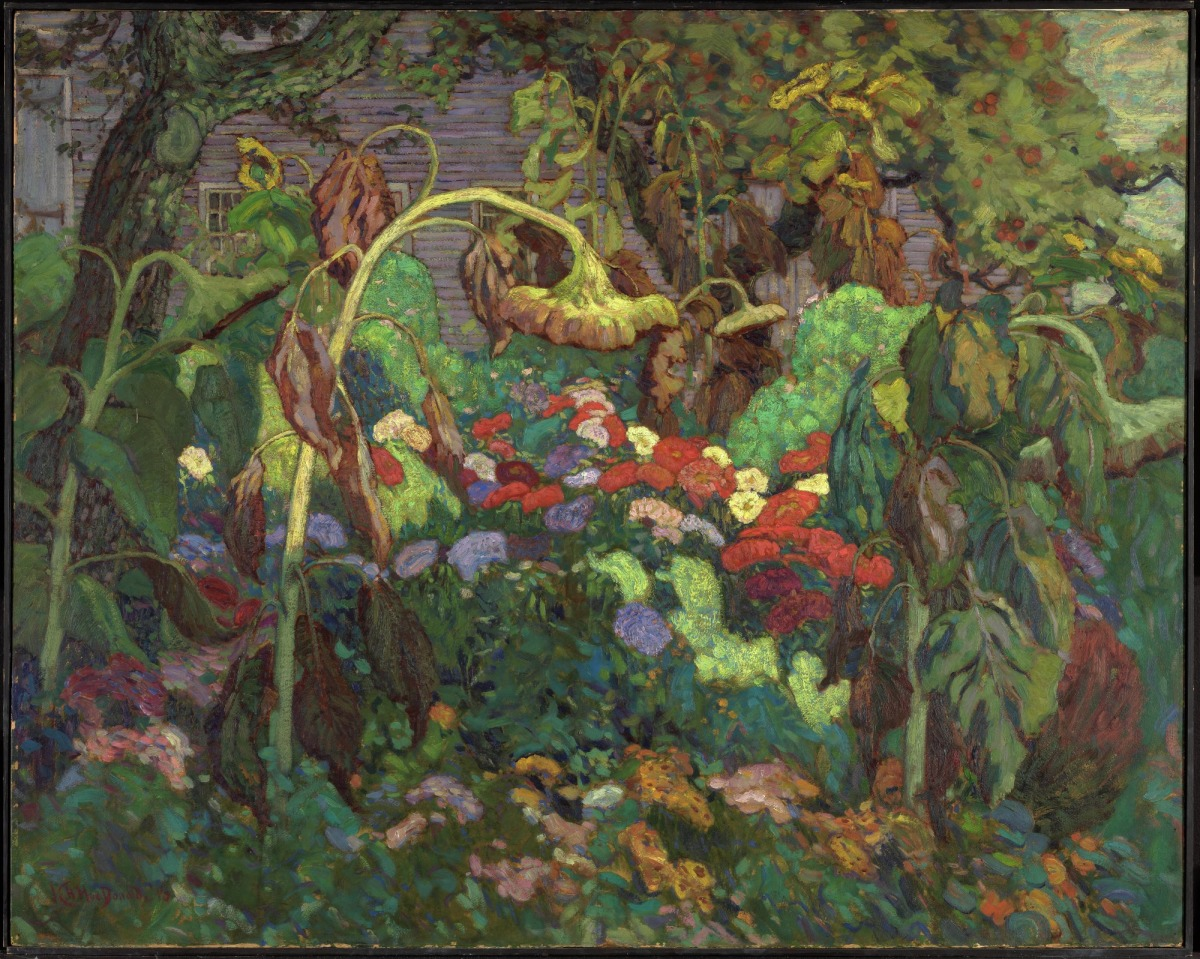
The Tangled Garden (1916) von J. E. H. MacDonald
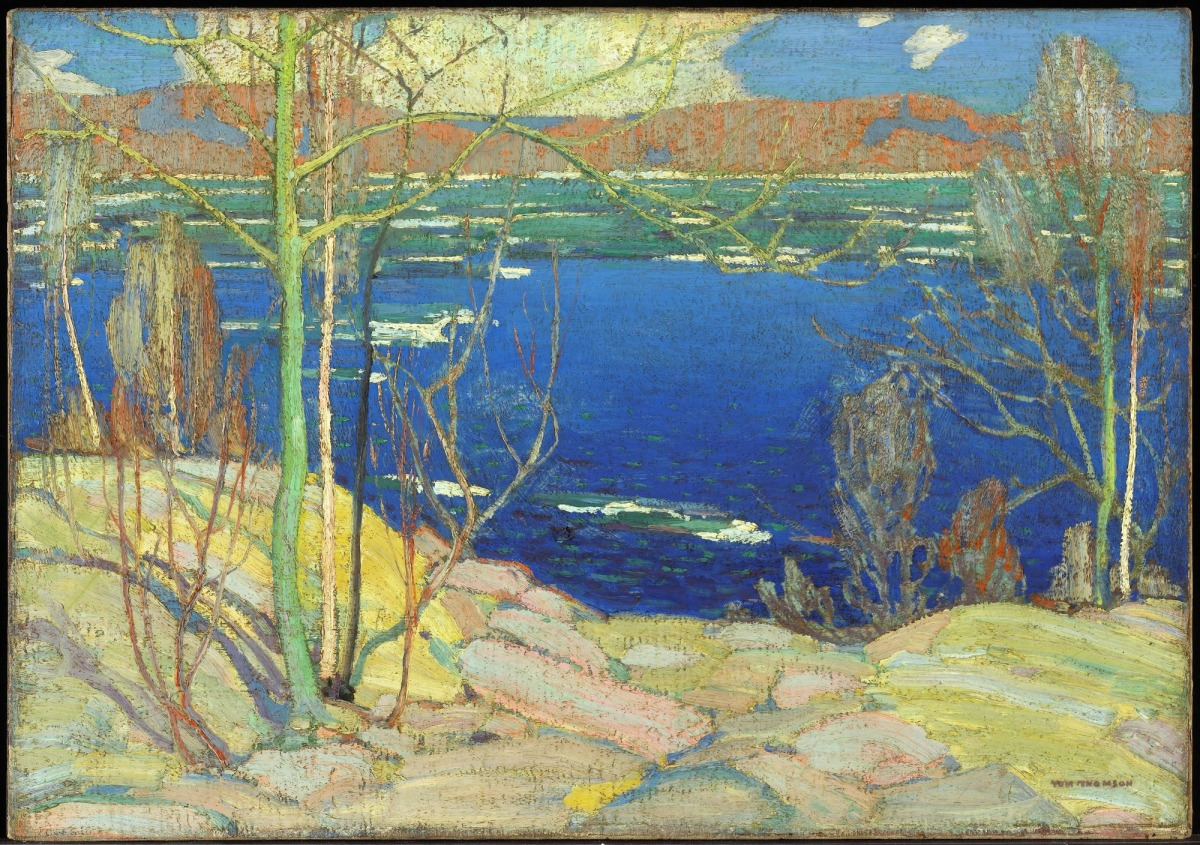
Spring Ice (1915–16) von Tom Thomson

Bis 1971 beherbergte die National Gallery auch die ursprünglich als „Beaverbrook Collection of War Art“ benannte Sammlung von Kriegskunst. Diese nach dem kanadischen Verleger und Politiker Max Aitken benannte Sammlung umfasste bei der Abgabe an das Canadian War Museum rund 5000 Werke.

## Kunst der Gegenwart
Nach aufwändigen Renovierungsarbeiten anlässlich des 150sten Jahrestags der Kanadische Konföderation, also der  Gründung des Bundesstaates Kanada am 1. Juli 1867, wurden 2017 die Canadian Galleries in die Canadian and Indigenous Art Galleries: From Time Immemorial to 1967 umstrukturiert und neu eröffnet.
Sie konzentriert sich auf die Entwicklung der kanadischen und der indigenen Kunst und will die Beziehungen zwischen beiden sichtbar machen, indem kanadische und indigene Kunstwerke nebeneinander gehängt sind.
Die Sammlung umfasst Kunstwerke indigener Künstler aus der ganzen Welt, mit Schwerpunkt auf den indigenen Völkers Kanadas.
Bereits Anfang des 20. Jahrhunderts wurden erste Werke von Künstlern der First Nations  und der Métis angekauft.
Die ersten Ankäufe von Kunst der Inuit aus der arktischen Region gehen auf das Jahr 1956 zurück. Später profitierte die Nationalgalerie insbesondere von Schenkungen von Werken indigener Künstler durch
den kanadischen Schmuck-Unternehmer Henry Birks (1979) sowie von Werken von Künstlern der Inuit durch das Ministerium für Crown-Indigenous Relations and Northern Affairs Canada (1989 und 1992). Ein Schwerpunkt der Sammlungstätigkeit liegt heute auf indigenen Gegenwartskunst seit 1980, um die Reichhaltigkeit und Diversität dieses Kunstschaffens zu dokumentieren.
1990 kaufte die Nationalgalerie das kontrovers diskutierte Gemälde Voice of Fire von Barnett Newman an,  1999 erwarb es eine Maman von Louise Bourgeois, die im Außenbereich vor dem Eingang zur Aufstellung kam. Weitere bedeutende Ankäufe waren die zum Himmel emporwachsende, schimmernde One Hundred Foot Line (2010) des Amerikaners Roxy Paine im Park hinter dem Museum, zum Nepean Point hin, sowie Running Horses (2011) des kanadischen Bildhauers Joe Fafard. In der Sammlung sind unter anderem auch die Koreanerin Lee Bul, die Kanadierin Janet Cardiff, der Amerikaner Christian Marclay, der Brite Chris Ofili oder der Schweizer Ugo Rondinone vertreten.

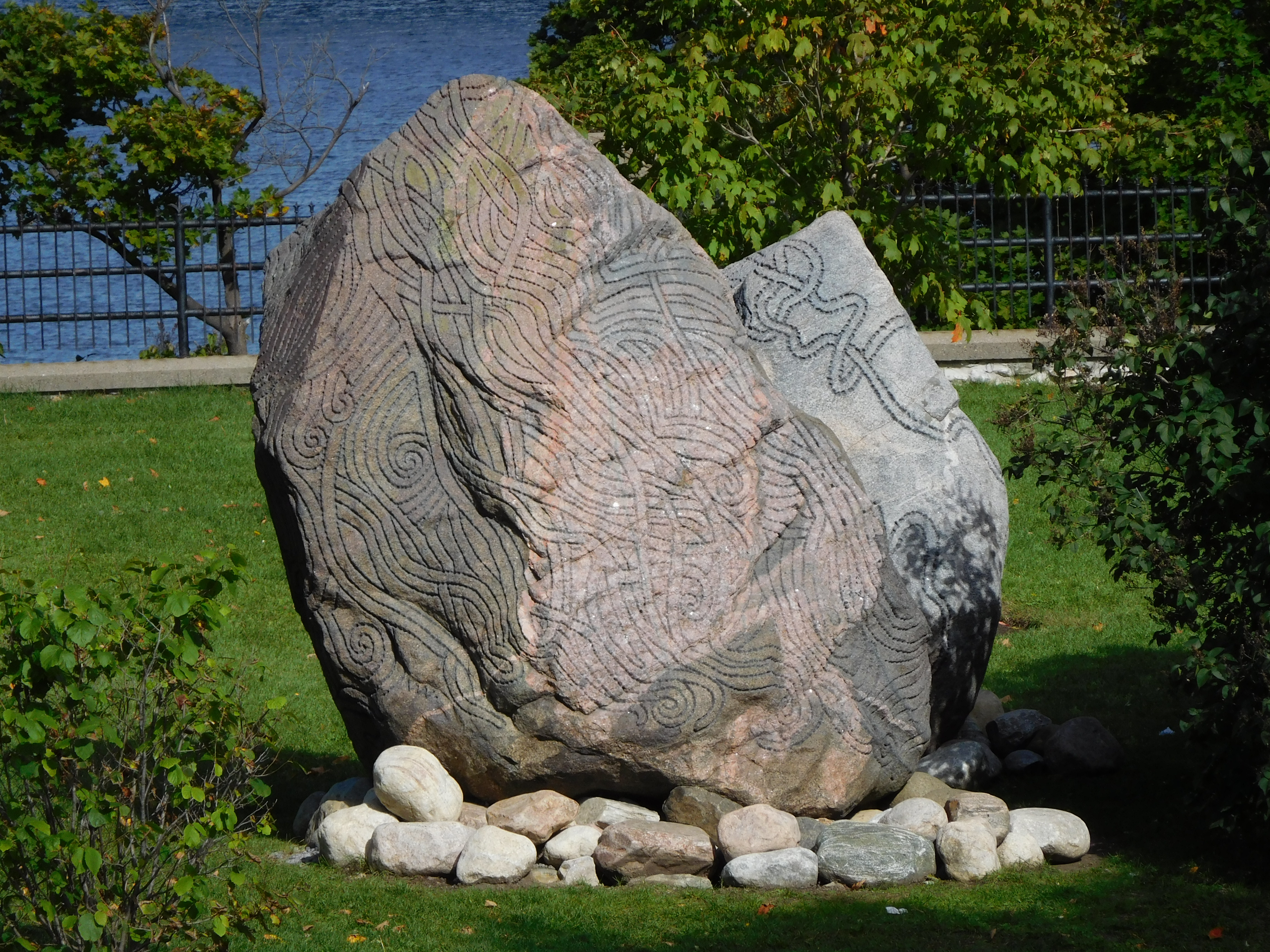
Black Nest (1989–1991) von Bill Vazan
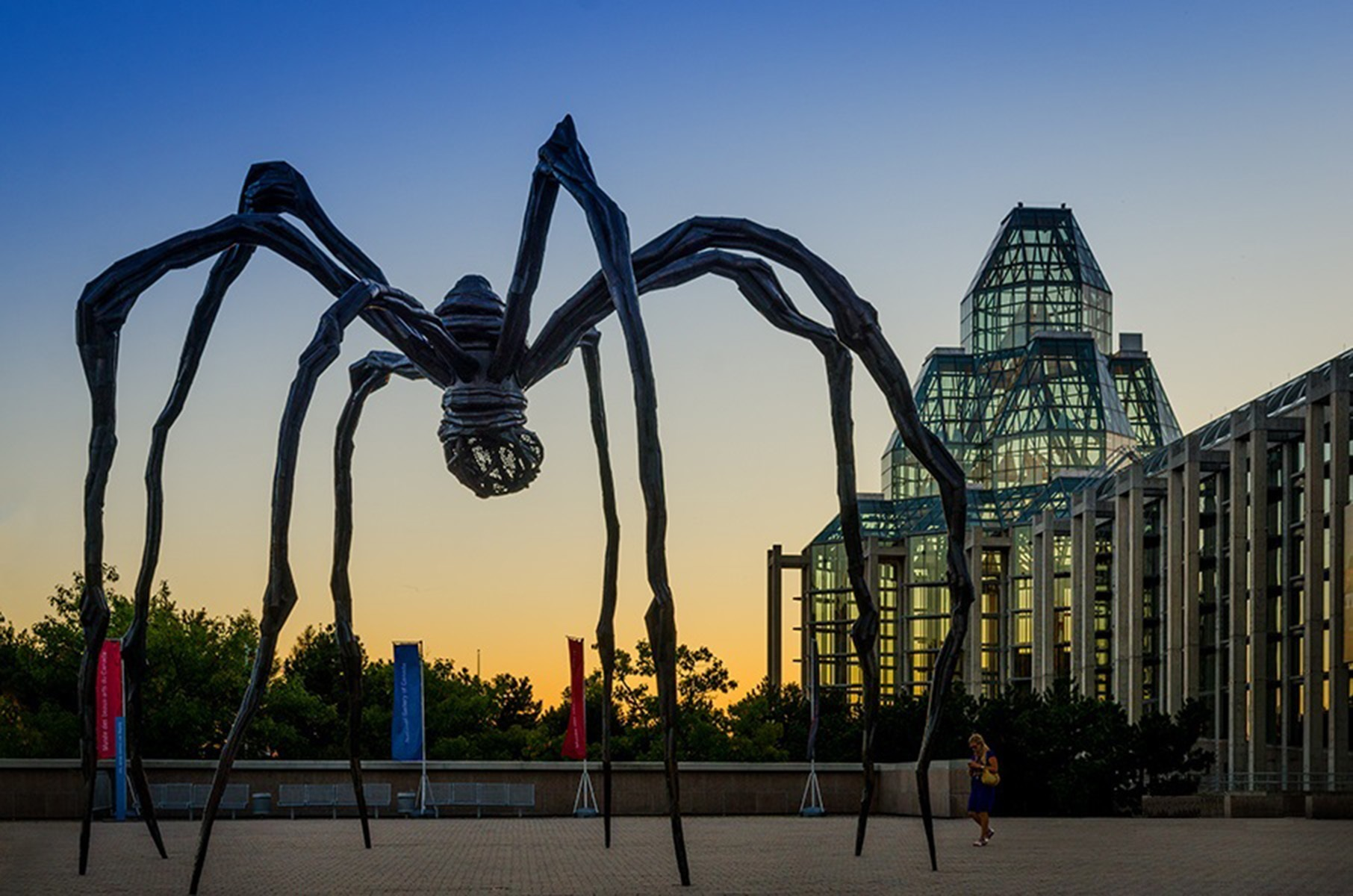
Maman (1999/2003) von Louise Bourgeois
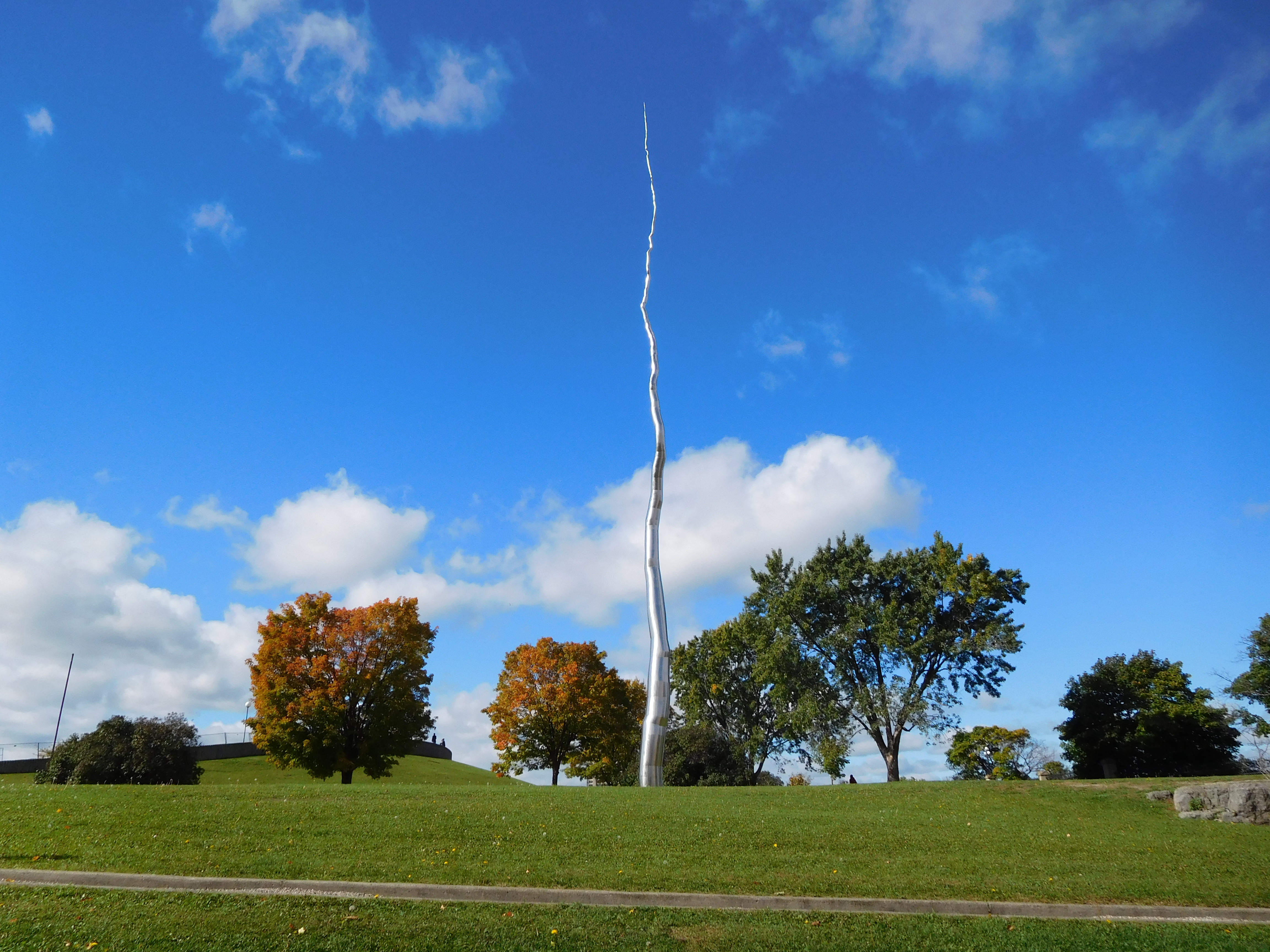
One Hundred Foot Line (2010) von Roxy Paine
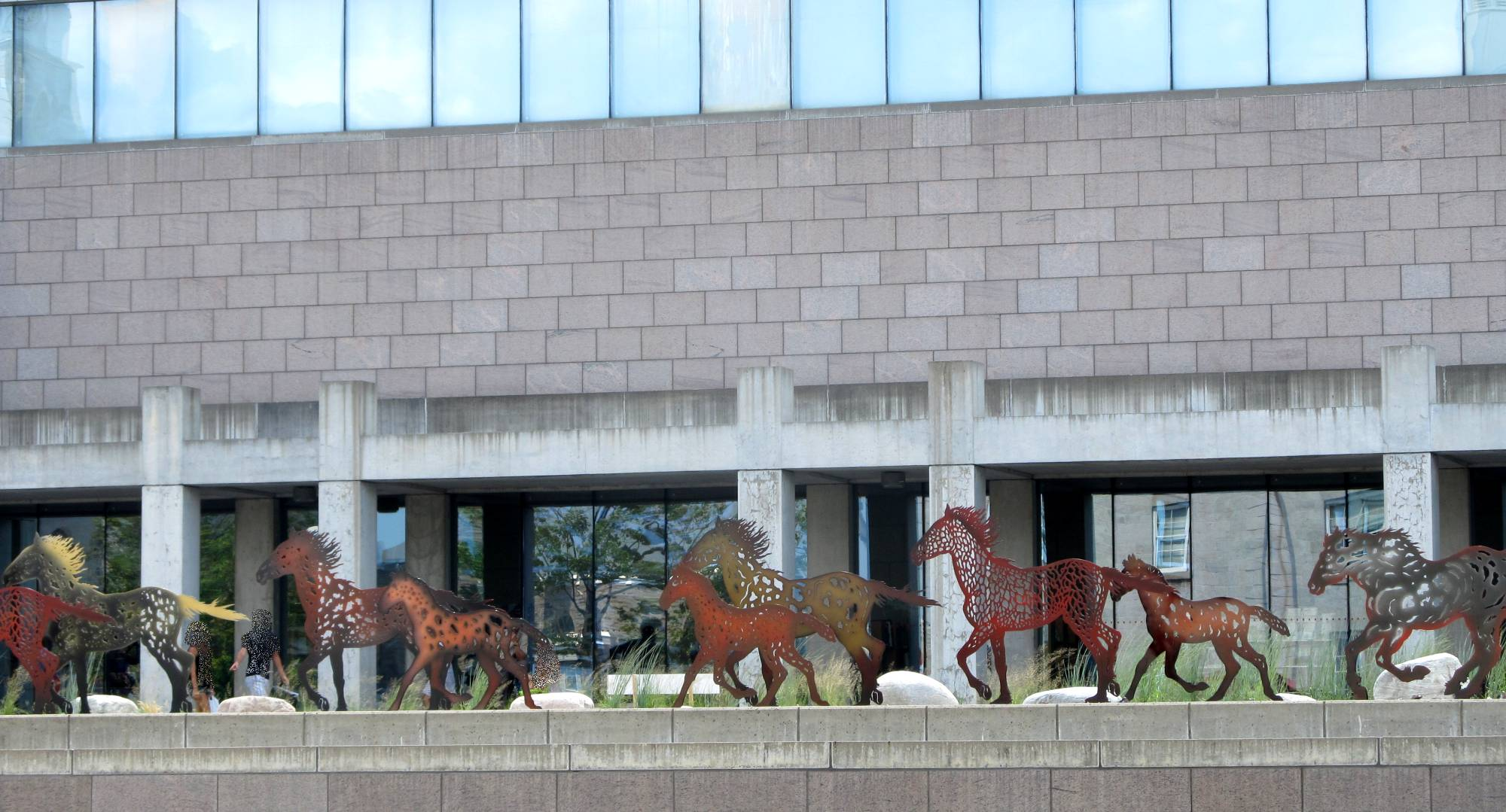
Running Horses (2011) von Joe Fafard

## Leitung
Bei der National Gallery of Canada handelt es sich um eine Crown Corporation, ein öffentliches Unternehmen des kanadischen Bundes nach Abschnitt III.I des „Financial Administration Act“ (R.S.C., 1985, c. F-11).
Direktoren der Galerie:
- Eric Brown 1912–1939
- Harry Orr McCurry 1939–1955
- Alan Jarvis 1955–1959
- Charles Fraser Comfort 1960–1965
- Jean Sutherland Boggs 1966–1976
- Hsio-Yen Shih 1976–1981
- Joseph Martin 1981–1987
- Shirley Thomson 1987–1997
- Pierre Théberge 1998–2008
- Marc Mayer 2009–2019
- Alexandra Suda 2019-